# Camille Ammoun
Pour les articles homonymes, voir Ammoun.
Camille Ammoun (en arabe : كميّ عمّون), né à Beyrouth en 1975, est un écrivain libanais de langue française et un politologue spécialiste des questions de développement urbain et de changement climatique.

## Biographie
Après des études en économie et sciences politiques effectuées à Beyrouth, Paris et Bologne, Camille Ammoun travaille pendant dix ans à Dubaï sur les questions de durabilité et de résilience urbaine. En parallèle, il écrit son premier roman Ougarit qui « est avant tout un portrait de la ville, comme si l’écriture romanesque était la forme ultime de l’urbanologie, cette discipline créée par l’auteur. »
De retour au Liban en 2018, après 20 ans d'expatriation, il s’engage pour une réforme démocratique des institutions. À la suite du mouvement populaire libanais du 17 octobre 2019, il écrit son deuxième livre, Octobre Liban, qui est « une déambulation dans un certain nombre de quartiers, qui servent de support à un rappel des grandes étapes de la révolution libanaise. »
Lauréat en 2020 du Prix Écrire la Ville, à travers son travail littéraire il dit vouloir « transformer le texte urbain en texte littéraire. »
Camille Ammoun est membre de la Maison Internationale des Écrivains à Beyrouth (Beyt el Kottab). Il enseigne l’environnement urbain à l’Université Saint-Joseph de Beyrouth et donne un atelier de psychogéographie intitulé marcher/écrire à l'Académie libanaise des beaux-arts. Entre février 2022 et mars 2023, il tient une chronique mensuelle intitulée Beyrouth dans le monde dans le quotidien libanais francophone L'Orient-Le Jour.

## Influence
Son premier roman Ougarit (Inculte, 2019) mêle aux intrigues politique et policière, une réflexion urbaine sur Dubaï et, à travers elle, sur la ville du XXIe siècle. Son deuxième livre, Octobre Liban (Inculte, 2020) est une déambulation dans une rue beyrouthine qui sert de support à une description de la corruption du système politique libanais.
Parmi les auteurs qui ont influencé sa pensée et son écriture, il cite souvent l'écrivain britannique Iain Sinclair, mais aussi l'argentin Jorge Luis Borges qui fait une brêve apparition dans son premier roman Ougarit.
« Camille Ammoun : La corruption se manifeste dans la forme de la ville. », La Revue AS,‎ août 2022.

« [C]ette frise n’est pas nécessairement chronologique car les choses ne s’y succèdent pas forcément selon cet ordre. Mais chacune des étapes est le prétexte de digressions historiques, géographiques ou parfois plus personnelles et biographiques. Cette technique de marche, d’écriture, de digressions et de transformation de la phrase urbaine en phrase littéraire à travers la dénonciation d’un fait – ici la corruption de la classe politique libanaise – s’inscrit dans ce que nous appelons la psychogéographie ; une pratique que l’auteur britannique Iain Sinclair a poussée à son extrême avec son London Orbital (Inculte, 2010), ouvrage dont je me suis beaucoup inspiré. Il y arpente le périphérique de Londres en faisant des digressions à des points donnés, à travers des conversations, souvenirs et évocations pour dénoncer les dérives ultralibérales du thatchérisme. »

« Le roman de Dubaï », Orient XXI,‎ 20 septembre 2019.

« Camille Ammoun convoque Jorge Luis Borges et son Aleph. Chez ce dernier, l’aleph, la première lettre de l’alphabet arabe, l’alpha grec, est un dispositif d’omniscience qui finalement doit permettre une connaissance de la ville de A à Z. (...) L’aleph devient un dispositif quasi cartographique, une sorte de système d’information historico-géographique qui tout à la fois résumerait et ferait voir la ville telle qu’elle est et telle qu’elle a été. L’originalité de cet instrument, c’est que chaque point est supposé contenir tous les autres ou du moins donner à voir tous les autres. »

## Thèmes

### Subsidence
Camille Ammoun propose de sortir le concept de subsidence du champ de la géologie pour décrire des phénomènes humains équivalents. Il formalise cette proposition dans un essai fictionnel intitulé Subsidence publié aux Éditions Terre Urbaine en 2023.
« La ville affaissée », En attendant Nadeau,‎ 4 mars 2024.

« La notion de résilience a voyagé de la psychologie aux sciences sociales et à la politique, pour penser la réaction des sociétés après les catastrophes et évaluer ou prôner leur capacité à rebondir et à absorber le choc ; Ammoun suggère que la subsidence nous permet de penser l’inverse, à savoir la manière dont la catastrophe disloque lentement ce qui fait tenir nos sociétés. Il nous invite à passer du registre géologique à celui de la morale et de la politique. »

« Dans « Subsidence », Camille Ammoun réfute la résilience libanaise », L'Orient-Le Jour,‎ 12 septembre 2023.

« Dans de nombreux endroits du globe, la subsidence géologique conduit à l’abandon et la déréliction de bâtiments, de quartiers, parfois de villes entières. À Beyrouth, le phénomène qui a conduit ces bâtiments à dériver, à se désagréger dans l’abandon n’est pas un phénomène géologique. La subsidence de Beyrouth est politique, sociale, économique, un phénomène en somme essentiellement humain. »

« Nous ne sommes pas résilients, nous sommes subsidents », L'Orient-Le Jour,‎ 26 févrirer 2022.

« Puis, au fil de nos pas, la subsidence devient le pouvoir qui s’use et l’institution qui se corrompt, la société qui se délite et le corps qui faillit. La subsidence, c’est la débâcle de la durabilité, c’est le contraire de la résilience. »

### Psychogéograhie
Camille Ammoun s’intéresse à la psychogéographie comme dispositif littéraire pour aborder les problématiques urbaines contemporaines à travers la littérature. Il déplie les multiples récits qui façonnent la ville, et plaide pour une réappropriation de la cité par ses citoyens, estimant que leur intelligence collective et leurs sensiblilités sont les clés d’un urbanisme plus juste et plus humain. Ce travail, à la croisée de la littérature, de l’urbanisme et de la critique sociale, vise à réanimer le dialogue entre les espaces urbains et ceux qui les habitent, les parcourent ou les rêvent.
« Octobre Liban de Camille Ammoun. Rencontre. », Agenda Culturel,‎ 29 octobre 2020.

« La ville est en permanence transformée par les pratiques de ses habitants dont les comportements sont à leur tour altérés par la forme de la ville. C’est ce processus de transformation mutuelle que j’essaye de capter par l’écriture. »

« Octobre Liban : Cette rue, c’est le personnage central et il fallut écrire sa fin », L’Humanité Dimanche,‎ 25 novembre 2020.

« Avec ce slogan, Tous veut dire tous, qui accuse enfin l’ensemble de l’oligarchie au pouvoir, c’est une petite partie du rêve démocratique de Samir Kassir qui se réalise. »

« Beyrouth est une ville qui se bat, une ville blessée, une ville fatiguée », Le Courrier de l'UNESCO,‎ janvier-mars 2021.

« Le personnage principal de ce récit n’est pas le narrateur, mais bien la rue qu’il arpente. Il me fallait écrire ce texte malgré la sidération collective, malgré l’étonnement d’avoir survécu, malgré le deuil, malgré la tristesse, malgré la colère. Il me fallait l’écrire parce que le 4 août 2020 à 18h07, dans cette épouvantable explosion, cette rue, ce personnage meurt. »

### Urbanologie
Dans son premier roman, Ougarit, le personnage principal et un urbanologue qui part en mission à Dubaï pour trouver l'âme urbaine de cette ville sortie du désert. Dans ce livre Camille Ammoun reprend le concept d'urbanologie, néologisme créé par l'urbaniste Marcel Cornu, pour décrie une science humaine transdisciplinaire qui prendrait la ville pour objet d'étude.
« Ougarit, Le Premier roman de Camille Ammoun. Rencontre. », Agenda Culturel,‎ 21 août 2019.

« L’idée de questionner l’urbain à travers la littérature me poursuit depuis longtemps, et c’est paradoxalement Dubaï, cette ville si peu ville, qui m’a inspiré ce roman. »

« Interview auteur : Camille Ammoun », Le Casier Littéraire,‎ septembre 2020.

« Lier une ville à son siècle, au zeitgeist, Walter Benjamin l’a fait dans Paris capitale du XIXe siècle, Bruce Bégout dans Los Angeles, Capitale du XXe siècle et Mike Davis dans Le Stade Dubaï du capitalisme. Avec Ougarit – une sorte de Dubaï, Capitale du XXIe siècle – c’est sous la forme d’un roman, que j’essaye d’aborder ces questions et mon engagement pour une ville qui s’inscrit dans le temps long (le vrai sens, au fond, de la durabilité), une ville libre où la production urbaine se fait de manière participative, protégée des assauts du capitalisme immobilier financiarisé. »

## Prix littéraires
- Prix Écrire la Ville 2020 pour Ougarit[4]
- Prix France-Liban 2019 pour Ougarit[21]